# هاري بوش
هاري بوش (6 نوفمبر 1989 في الولايات المتحدة - ) (بالإنجليزية: Harry Bush)‏ هو لاعب كريكت أمريكي. لعب مع Leeds/Bradford MCC University ‏ وNorfolk County Cricket Club ‏.

## وصلات خارجية
- هاري بوش على موقع إي آس بي آن كريك إنفو (الإنجليزية)